# 波长转换器
OTU（Optical Transponder Unit）波长转换器，一般用于波分复用（WDM，一般分为粗波分复用CWDM或密集波分复用DWDM）的应用中。作用是将多路波长相同的光信号用OTU转换成不同波长的光信号，复用在一根光纤中传送；到达对端后解复到不同光纤上，再转通过OTU换成原来的光波长给相应的光端机。多路未经波长转换的相同的光信号不能直接通过WDM复用传送。